# 莫西内特河
莫西內特河（西班牙語：Río Mojinete）是一條位於阿根廷的河流，與聖胡安格蘭德河在胡胡伊省的聖卡塔利娜縣交匯，交匯處是阿根廷國土最北端。